# Morte e funerais de Estado de Kalākaua

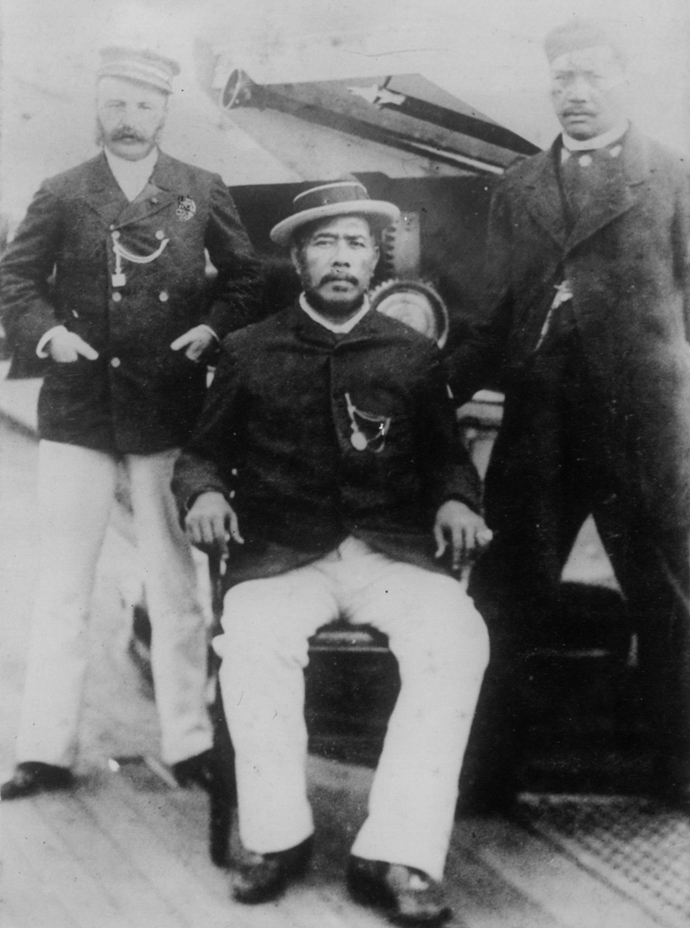
A bordo do : (da esquerda para a direita) Coronel G. W. Macfarlane, Rei Kalakaua e Coronel R. H. Baker.

Kalākaua, o último rei do Havaí, morreu em 20 de janeiro de 1891, enquanto visitava a Califórnia. O presidente Benjamin Harrison ordenou que a Marinha e o Exército dos Estados Unidos realizassem um funeral de Estado em São Francisco. O funeral atraiu cerca de 100.000 espectadores que se alinharam nas ruas para assistir à passagem do cortejo. Quando os militares dos Estados Unidos escoltaram seu corpo de volta a Honolulu, ninguém sabia que Kalākaua havia morrido. A celebração de volta ao lar que Honolulu estava planejando para seu monarca foi substituída pelos preparativos do funeral. Ele recebeu um segundo funeral de Estado na sala do trono do Palácio 'Iolani, inteiramente na língua havaiana, e foi sepultado no Mausoléu Real do Havaí. As notícias afirmaram que o cortejo fúnebre de Honolulu foi tão grande que levou 75 minutos para que sua totalidade passasse por qualquer ponto.

## Morte
O rei Kalākaua, o último rei do Havaí, navegou para a Califórnia a bordo do USS Charleston em 25 de novembro de 1890. Acompanhando-o estavam seus amigos George W. Macfarlane e Robert Hoapili Baker. O relato dado por sua irmã e herdeira aparente Liliuokalani é que ele disse a ela em 22 de novembro que pretendia viajar para Washington, D.C. para discutir a tarifa McKinley. Ela estava acamada há três semanas com seus próprios problemas de saúde, já sabia que ele estava sofrendo de problemas de saúde e implorou para que ele não fosse. Em sua ausência, ela mais uma vez foi nomeada Princesa Regente, como havia sido durante a turnê mundial de Kalākaua em 1881.
O rei se hospedou no Palace Hotel em 5 de dezembro. 
Durante o mês seguinte na Califórnia, ele se encontrou com o Ministro do Havaí para os Estados Unidos, Henry A. P. Carter, e viajou para cima e para baixo da costa visitando amigos. Em 5 de janeiro de 1891, ele sofreu um derrame enquanto visitava a fazenda de oliveiras de Ellwood Cooper fora de Santa Bárbara, e retornou a São Francisco. Kalākaua entrou em coma em sua suíte em 18 de janeiro. Ele morreu em 20 de janeiro, cercado por Macfarlane, Baker, Claus Spreckels, Reverendo e Sra. J. Sanders Reed, Almirante George Brown, Charles Reed Bishop, sua criada Kalua e seu valete Kahikina, Sra. Swan, Cônsul e Sra. David Allison McKinley, e Dr. George W. Woods, cirurgião da frota do Pacífico dos Estados Unidos, Tenente Dyer, Godfrey Rhodes, Juiz Hart, Senador George E. Whitney, Sra. Price. A causa da morte, conforme listado por oficiais da Marinha dos EUA, foi que o rei morreu de doença de Bright (inflamação dos rins).
Jornais nos Estados Unidos estavam anunciando isso no dia seguinte. O Evening Star em Washington D. C. publicou uma cobertura de 4 colunas sobre sua morte e uma recapitulação de seu reinado. Ele posteriormente recebeu dois funerais de Estado, um em São Francisco e o segundo em Honolulu. A notícia de sua morte não seria conhecida no Havaí até que seu corpo chegasse em 29 de janeiro.

## Funeral em São Francisco (22 de janeiro)
O corpo de Kalākaua foi embalsamado no necrotério da Igreja Episcopal da Trindade em São Francisco, onde ele foi velado. Agindo em nome do presidente Benjamin Harrison, a Marinha dos Estados Unidos e o Exército dos Estados Unidos  assumiram total responsabilidade pelos arranjos do funeral, incluindo a guarda do caixão dentro da igreja. Ele deveria receber honras militares completas, e os militares foram encarregados de transportar o corpo de volta para o Havaí.
Em 22 de janeiro, dia do funeral, todos os escritórios do governo federal, estadual e municipal fecharam, assim como muitas empresas de São Francisco. O general John Gibbon supervisionou a segurança, e a polícia de São Francisco foi chamada para lidar com as hordas de pessoas que lotavam a área ao redor da igreja na esperança de serem autorizadas a entrar. O prefeito de São Francisco, George Henry Sanderson, ficou encarregado de organizar os convites e solicitou que os participantes se encontrassem no Palace Hotel e viajassem em grupos para os serviços de carruagem. Os participantes que responderam ao convite de Sanderson foram chefes de comércio, organizações comerciais, representantes de governos estrangeiros e nacionais de todos os níveis, sindicatos, o sistema judicial em todos os níveis e representantes de organizações cívicas, fraternais e sociais.
O reverendo E. B. Spaulding, reitor da Igreja Episcopal de St. John leu I Coríntios 15:20–55. "Mas agora Cristo ressuscitou dos mortos e se tornou as primícias dos que dormem." O reverendo J. Sanders Reed conduziu os serviços. No final das mensagens do clero, o coro cantou o hino "Rock of Ages".
Para permitir a passagem do cortejo fúnebre, a polícia abriu caminho pelas ruas, com cerca de 100.000 espectadores reunidos nas laterais. A Quarta Cavalaria dos Estados Unidos e a Quinta Artilharia dos Estados Unidos lideraram o cortejo. Aproximadamente 1.600 militares participaram, incluindo a Primeira Infantaria, Quinta Infantaria, Quarta Cavalaria dos Estados Unidos, Bateria Leve F da Artilharia dos Estados Unidos. A organização fraternal local dos Cavaleiros Templários dirigiu o carro funerário, enquanto os participantes do funeral seguiram em 38 carruagens. Na orla, o caixão foi transferido para o navio a vapor Madrona, que o transportou para o USS Charleston. Salvas de tiros soaram do Presídio de São Francisco e da Ilha de Alcatraz, enquanto o USS Charleston navegava em direção ao Havaí.

## Velório e funeral em Honolulu (29 de janeiro – 15 de fevereiro)

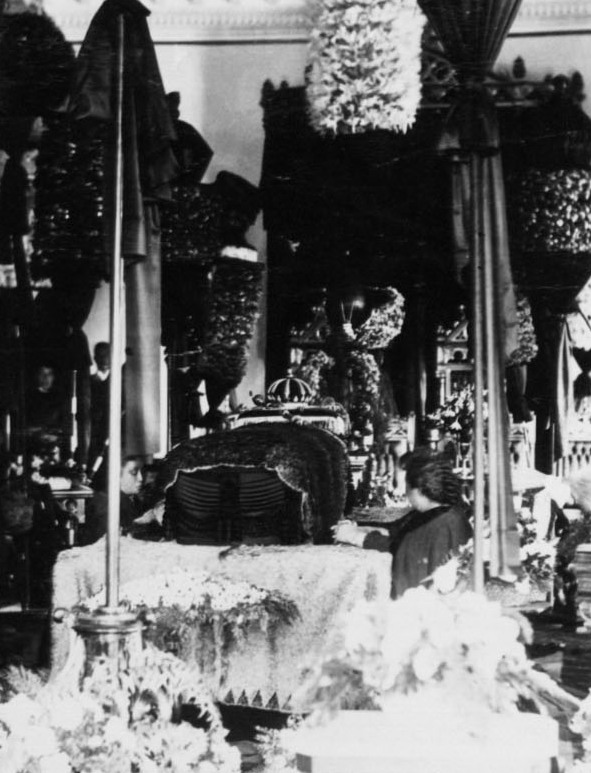
Kalākaua sendo velado

Em 29 de janeiro, o Havaí estava ocupado fazendo preparativos para um retorno comemorativo de seu rei quando o USS Charleston chegou ao porto de Honolulu, envolto em preto com suas bandeiras a meio mastro. Foi a primeira notícia que o Havaí teve da morte de Kalākaua. Uma reunião de emergência foi realizada com o Conselho Privado de Estado, ministros do gabinete e juízes da Suprema Corte, e concordou que era imperativo que Liliuokalani fosse instalada como monarca imediatamente. Dominada pela tristeza, ela relutantemente concordou com suas exigências e recebeu o juramento de posse do presidente da Suprema Corte do Havaí, Albert Francis Judd.
Às 17h, o caixão foi transferido para um carro funerário e, acompanhado por fuzileiros navais dos EUA e casacas azuis britânicos, foi levado ao Palácio 'Iolani para um período de duas semanas de velório. Dentro da sala do trono, o caixão foi colocado em cima do Nāhiʻenaʻena's Paʻū, um manto de penas que havia sido usado pela irmã de Kamehameha III, Nahienaena, com outro manto de penas pendurado no topo. Liliuokalani descreveu os vinte e quatro carregadores Kāhili que ficavam de guarda em turnos rotativos como homens que descendiam da realeza havaiana. Enquanto ficavam de guarda, eles cantavam os meles e cantos tradicionais específicos da família do falecido ou compunham os seus próprios. O The Pacific Commercial Advertiser relatou: "Não menos importante entre as atrações do Palácio durante as últimas duas semanas foi o canto dos coros nativos no Palácio 'Iolani, à noite, muitas vezes até depois da meia-noite. As canções eram, em sua maioria, composições recentes em homenagem ao falecido Rei, e eram cantadas por um coro completo de vinte ou mais vozes, ou como solos com um coro do coro."
O funeral foi realizado às 11h na sala do trono do Palácio 'Iolani em 15 de fevereiro. A entrada era somente por convite impresso. A família real sentou-se na cabeceira do caixão, e os ministros do gabinete de Kalākaua sentaram-se aos pés do caixão. Todo o serviço e sua música foram na língua havaiana. Assim como no serviço realizado em São Francisco, a leitura do clero foi I Coríntios 15:20–55. Liliuokalani compôs seu próprio canto para os coros, com base no Salmo 90. Em suas memórias, ela fez anotações sobre seu fascínio pelas mulheres da sociedade secreta Hale Naua e seus rituais de oração sobre o corpo de Kalākaua. O rei havia introduzido mulheres na sociedade como membros iguais pela primeira vez na história havaiana.
O funeral de Estado custou ao governo havaiano um total de US$ 21.442, incluindo US$ 1.200 para o caixão koa e kou.

## Cortejo ao Mausoléu Real
Não há contagens exatas disponíveis, mas o The Daily Bulletin relatou que o cortejo (procissão) foi tão longo que levou 75 minutos para que todo ele passasse por qualquer ponto ao longo da rota. Enquanto serpenteava pela cidade, sinos de igrejas soavam por Honolulu, fogueiras eram visíveis na cratera Punchbowl, salvas de tiros foram disparadas tanto de Punchbowl quanto de navios americanos no porto. No Mausoléu Real do Havaí houve mais serviços religiosos e canto coral, seguidos por um serviço conduzido pelos maçons. Kalākaua foi sepultado no edifício principal do Mausoléu Real e mais tarde transferido para a Cripta subterrânea de Kalākaua em 1910.
Abaixo está a ordem da procissão impressa no jornal. Outros relatos fornecem detalhes dos indivíduos no cortejo, mas não são exatos a qual grupo eles pertencem, se houver.
- Agente funerário H. H. Williams
- Portadores da tocha montada
- Polícia (est. 50)
- Marechal do Reino e auxiliares
- Banda do St. Louis College
- Alunos do St. Louis College (150 alunos)
- Kamehameha School (100 alunos)
- Iolani College
- Escolas públicas
- Seminário Feminino Kawaiahao
- St. Andrew's Priory School
- Oahu College
- Banda
- Sociedades Portuguesas
- Corpo de Bombeiros de Honolulu
- União de Benefícios dos Mecânicos
- Antiga Ordem dos Silvicultores
- Legião Americana de Honra
- Knights of Pythias
- Geo. W. De Long Post, No. 45, G. A. R. Ordem Independente dos Odd Fellows
- Representantes da Associação de Veteranos Maçônicos da Costa do Pacífico
- Maçons Livres e Aceitos
- Membros da Fraternidade Médica
- Médicos assistentes do falecido Rei
- Ahahui Opiopio Puuwai Lukahi
- Sociedade Educacional Liliuokalani
- Sociedade Hoola e Hooulu Lahui (400 membros)
- Sociedade Lei Mamo
- Sociedade Hale Naua
- Konohikis[note 1] das Terras da Coroa
- Konohikis das Terras Privadas de Sua Majestade
- Konohikis das Terras Privadas do falecido Rei
- Coronel Comandante e Equipe
- Banda Real Havaiana
- Banda do U. S. F. S. Charleston
- Destacamento de Fuzileiros Navais e Casacas Azuis do Navio-Almirante dos EUA Charleston
- U. S. S. Mohican
- H. B. M. S. Nymphe
- Guardas do Rei
- Servos Domésticos de Sua Majestade
- Servos do falecido Rei
- Clero Protestante
- Clero da Igreja Católica Romana
- Reverendíssimo Herman Koeckemann, Bispo de Olba
- Coro
- Clero Oficiante
- Reverendíssimo Alfred Willis, Bispo Anglicano de Honolulu
- O Corcel do Rei falecido liderado por dois cocheiros
- George W. Macfarlane, Camareiro de Sua Majestade
- Quatro portadores de tochas, carregando as tochas "kukuiaikeawakea", simbólicas dos ancestrais do falecido Rei
- Os Honoráveis Majores Robert Hoapili Baker e John Tamatoa Baker carregando as Joias da Coroa
- Os Filhos Nativos do Havaí (mais de 100 homens) carregando o Catafalco
- Damas de honra carregando colares

Srta. R. Nowlein, Srtas. Edith e Maude Auld, Srta. McGuire, Srta. Annie Holmes, Srtas. Mary e Lizzie Leleo, Srta. Fanny Markham, Srta. Cummins, Srta. Elizabeth Hoapila
- Grandes e pequenos portadores de kahili (95)
- Portadores de catafalco e caixão

J. O. Carter, Juiz R. F. Bickerton, H. J. Nolte, H. W.Severance, Hon. Paul P. Kanoa, Hon. Samuel Parker, Sua Ex. J. A. Cummins, Sua Ex. C. N. Spencer, Gideon West, Hon. H. A. Widemann, Kapabuilima, Kamakahukilani, A. P. Palekaluhi, J. G. Hoapili, Laanui, Mekuiapoiwa, Mauleule e William H. Tell.
- Carruagem Real com Sua Majestade a Rainha Viúva Kapiolani e Sua Alteza Real a Princesa Poʻomaikelani
- A Carruagem de Estado com Sua Majestade a Rainha Liliuokalani e Sua Excelência o Honorável John Owen Dominis, Consorte
- Carruagem de Sua Alteza Real a Princesa Ka'iulani, carregando o Honorável Archibald Scott Cleghorn
- Juiz Chefe Albert Francis Judd, o Chanceler do Reino
- Os Ministros do Gabinete

John A. Cummins, Godfrey Brown, Arthur P. Peterson
- O Corpo Diplomático e o Contra-Almirante Brown e Equipe
- Juízes da Suprema Corte
- John Smith Walker, Presidente da Legislatura
- Membros da Legislatura
- As Damas da Corte
- Os Conselheiros Privados
- Oficiais do Navio-Almirante dos EUA Charleston, U. S. S. Mohican e H. B. M. S. Nymphe
- Corpo de Conselheiros
- Juízes do Circuito
- Membros da Ordem dos Advogados
- Autoridades do Governo
- Residentes Estrangeiros
- O Público
- Polícia

## Galeria

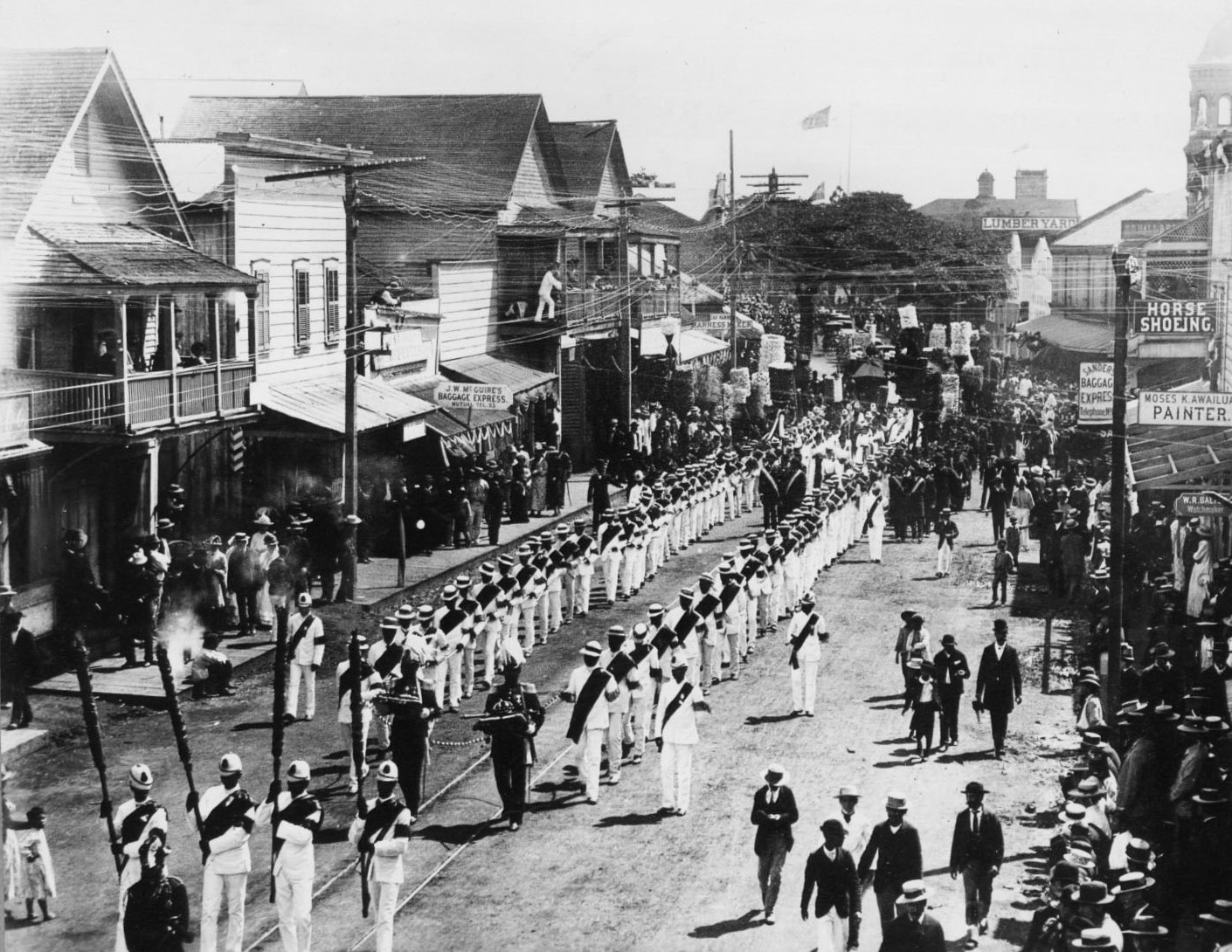
Cortejo fúnebre de Kalakaua
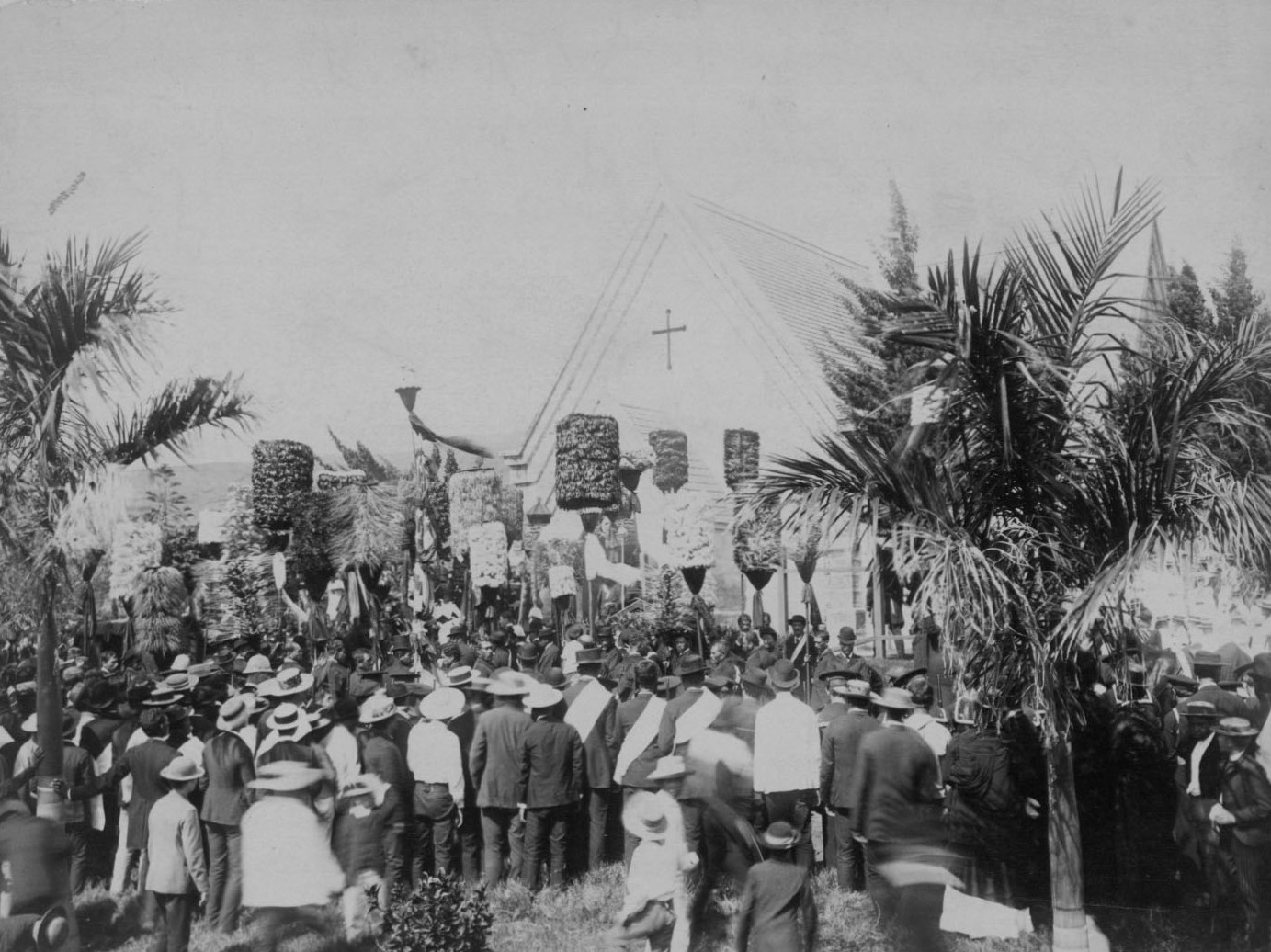
Luto no funeral de Kalakaua
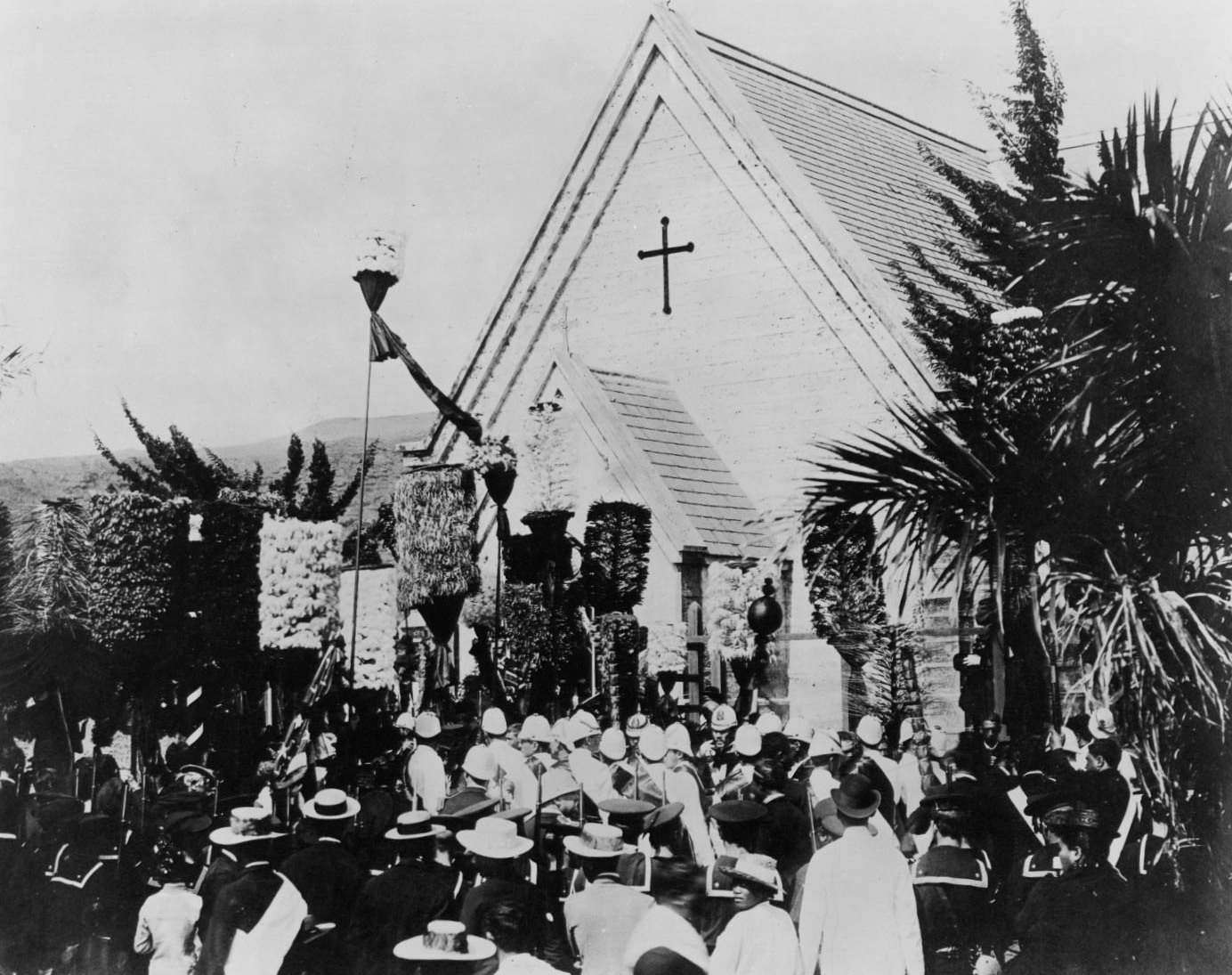
Mausoléu Real
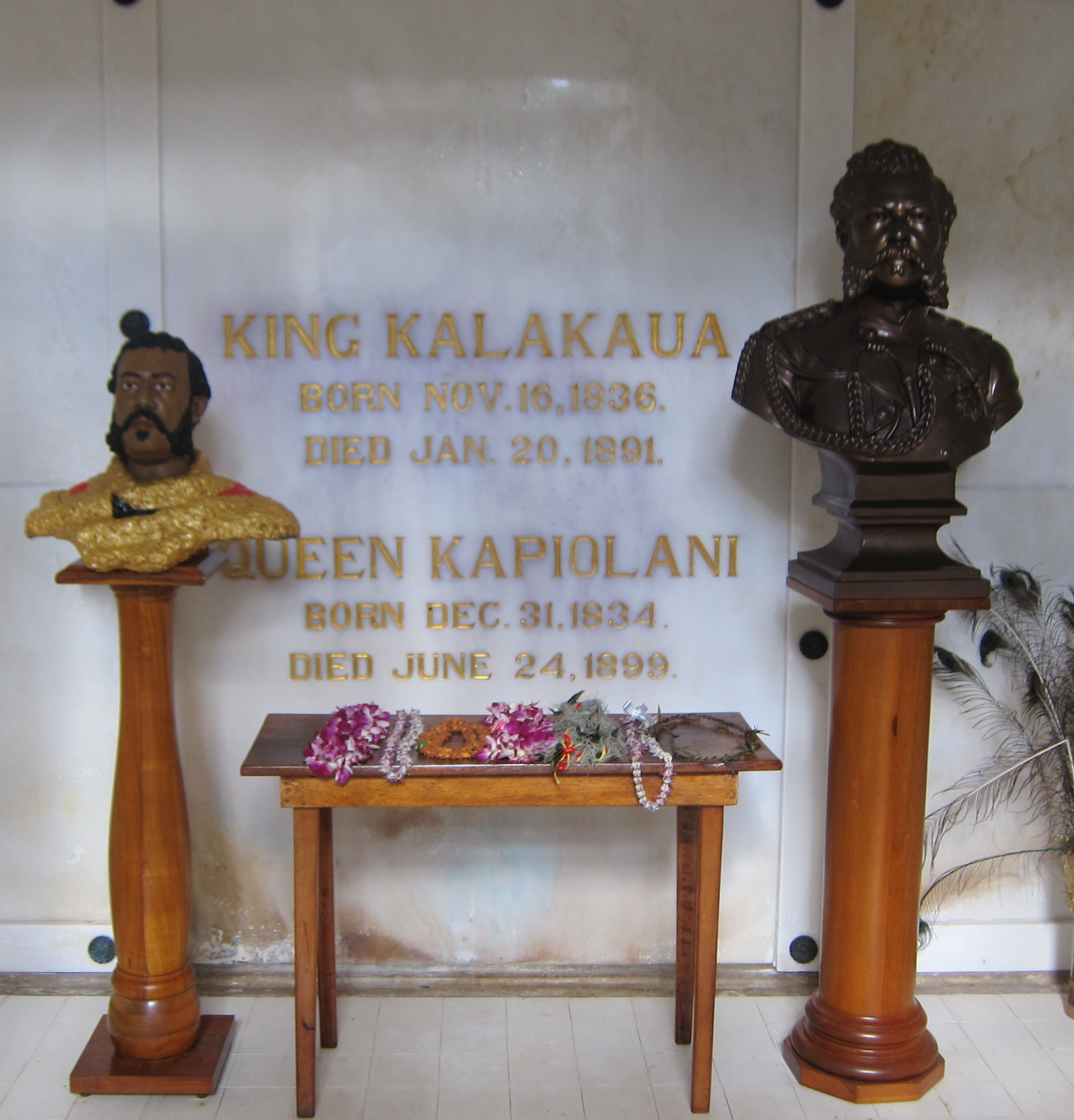
Cripta de Kalakaua no Mausoléu Real do Havaí
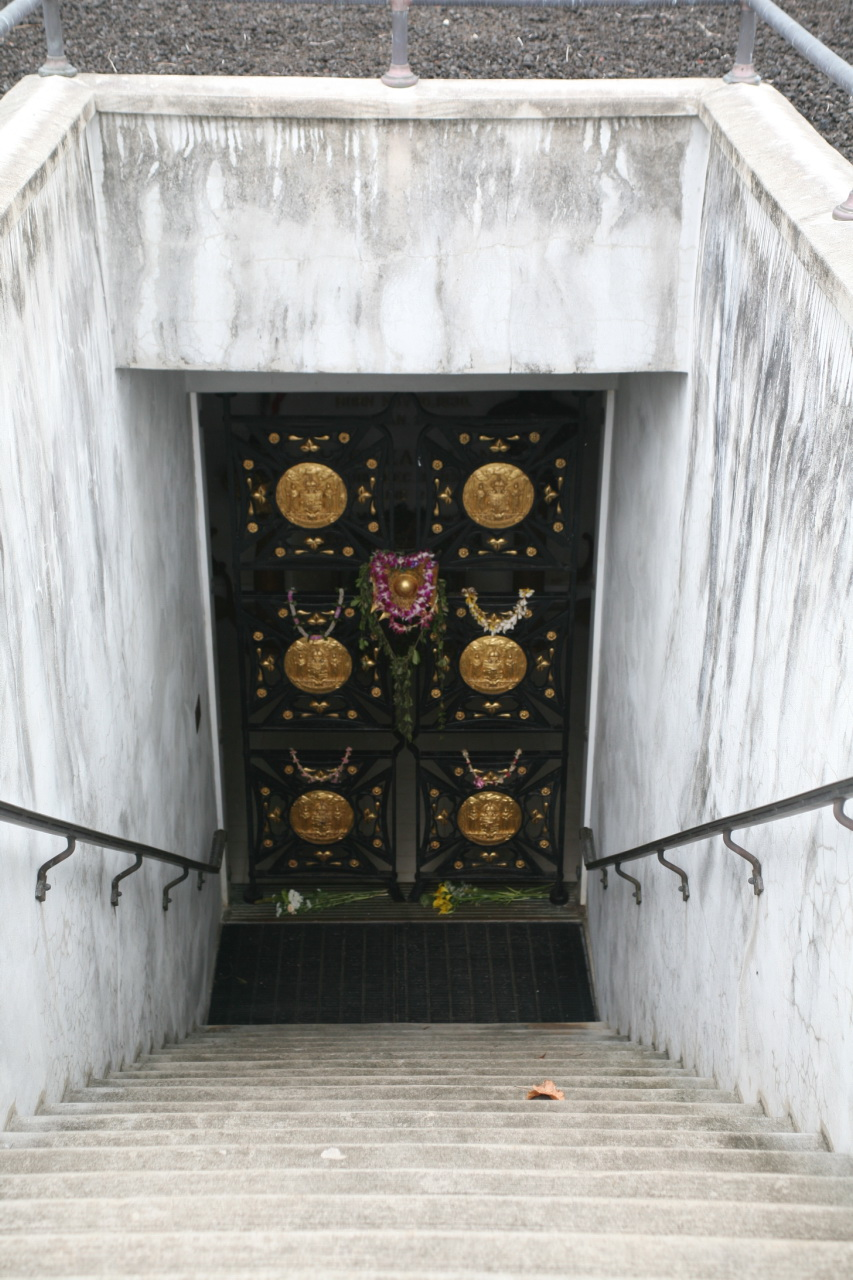
Escadas para a Cripta de Kalakaua

## Citações
1. ↑  Liliuokalani 1898
2. ↑  Rego, Nilda (25 de abril de 2013). «Days Gone By: 1890: Hawaii's King Kalakaua visits San Francisco». The Mercury News. San Francisco. Consultado em 9 de fevereiro de 2017
3. ↑  Kuykendall 1967
4. ↑  «King Kalakaua – His Majesty and His Chamberlain Seriously Ill in San Francisco». Los Angeles Herald. Los Angeles. 19 de janeiro de 1891. p. 7
5. ↑  "Agachados no chão, encostados na parede perto da cabeceira da cama, estavam o criado do rei, Kahikina, um jovem havaiano, e Kalua, uma jovem das Ilhas Gilbert, que havia sido uma serva muito dedicada de Kalakaua." «Kahikina and Kalua». San Francisco Chronicle. 21 de janeiro de 1891. 10 páginas. Consultado em 17 de janeiro de 2019
6. ↑  Kuykendall 1967
7. ↑  Mcdermott, Choy &  Guerrero 2015;Carl Nolte (22 de agosto de 2009). «S.F.'s (New) Palace Hotel Celebrates a Century». San Francisco Chronicle. Consultado em 9 de fevereiro de 2017
8. ↑  «King Kalakaua Dead». The Evening Star. Washington, D. C. 21 de janeiro de 1891. Consultado em 9 de fevereiro de 2017 – via Chronicling America: Historic American Newspapers. Lib. of Congress.
9. ↑  «King Kalakaua Dead». The Record Union. Sacramento, CA. 21 de janeiro de 1891. p. 6. Consultado em 9 de fevereiro de 2017 – via Chronicling America: Historic American Newspapers. Lib. of Congress.
10. 1 2  «With Kingly Honors (services in SF)». The Morning Call. San Francisco, CA. 22 de janeiro de 1891. Consultado em 9 de fevereiro de 2017 – via Chronicling America: Historic American Newspapers. Lib. of Congress.
11. ↑  «The Last Honors: San Francisco's Tribute to Deceased Royalty». The Los Angeles Herald. Los Angeles, CA. 23 de janeiro de 1891. Consultado em 9 de fevereiro de 2017 – via Chronicling America: Historic American Newspapers. Lib. of Congress.
12. ↑  «Luke 19:13». Bible Gateway. Consultado em 9 de fevereiro de 2017
13. ↑  «Borne to His Home:Impressive Funeral of the Late King Kalakaua». The Morning Call. São Francisco, CA. 23 de janeiro de 1891. Consultado em 9 de fevereiro de 2017 – via Chronicling America: Historic American Newspapers. Lib. of Congress.
14. ↑  Kuykendall 1967, p. 473
15. ↑  Kuykendall 1967, p. 474
16. ↑  Liliuokalani 1898
17. ↑  «Proclamation». The Daily Bulletin. Honolulu, Ilhas Havaianas. 30 de janeiro de 1891. Consultado em 9 de fevereiro de 2017 – via Chronicling America: Historic American Newspapers. Lib. of Congress.
18. ↑  «Returned to Rest». The Daily Bulletin. Honolulu, Ilhas Havaianas. 30 de janeiro de 1891. Consultado em 9 de fevereiro de 2017 – via Chronicling America: Historic American Newspapers. Lib. of Congress.
19. ↑  Liliuokalani 1898
20. 1 2 3 4  «Kalakaua's Obsequies – Full Details of the Procession – Religious and Masonic Exercises». The Daily Bulletin. Honolulu. 16 de fevereiro de 1891. p. 2; «At Rest – King Kalakaua is Interred at Royal Mausoleum – The Last Honors – An Imposing Funeral Procession». The Pacific Commercial Advertiser. Honolulu. 16 de fevereiro de 1891. p. 2; «At Rest – King Kalakaua is Interred at Royal Mausoleum – The Last Honors – An Imposing Funeral Procession». The Hawaiian Gazette. Honolulu. 16 de fevereiro de 1891. p. 1
21. ↑  Karpiel 1999
22. ↑  Liliuokalani 1898
23. ↑  Kam 2017, p. 136.
24. ↑  «The Weird Ceremonial of Monarchial Times Marked Transfer of Kalakaua Dynasty Dead to Tomb». The Hawaiian Gazette. Honolulu. 28 de junho de 1910. p. 2. Consultado em 25 de junho de 2013
25. «Hawaiian Dictionaries». wehewehe.org. Consultado em 5 de março de 2020
26. «Hawaiian Dictionaries». wehewehe.org. Consultado em 5 de março de 2020
27. «Hawaiian Dictionaries». wehewehe.org. Consultado em 5 de março de 2020
28. «Hawaiian Dictionaries». wehewehe.org. Consultado em 5 de março de 2020